# Un amor sense final
Un amor sense final (títol original en anglès, Endless) és una pel·lícula de drama romàntic fantàstic estatunidenca del 2020 dirigida per Scott Speer i protagonitzada per Alexandra Shipp i Nicholas Hamilton. S'ha doblat i subtitulat al català.

## Repartiment
- Alexandra Shipp com a Riley Jean Stanheight
- Nicholas Hamilton com a Chris Douglas
- DeRon Horton com Jordan
- Famke Janssen com a Lee Douglas
- Eddie Ramos com a Nate
- Zoe Belkin com a Julia
- Ian Tracey com a Richard
- Catherine Lough Haggquist com a Helen
- Aaron Pearl com el pare de Chris
- Barbara Meier com a Teri